# بابا رستم بختیاری
بابا رستم بختیاری یک ار عارفان مشهور قرن سیزدهم قمری است که در ابتدای دوره قاجاریه می‌زیست. وی که با نام رستم بیک نیز شهرت دارد، یکی از مشایخ سلسه چشتیه بود. «وی سیدی از افراد ایل بختیاری بود که ابتدا لشکری بود و در قوای نظامی اشتغال داشت اما به وادی سیروسلوک قدم نهاد». بابا رستم پس از خروج از منصب نظامی گری، در شهر اصفهان سکونت اختیار کرد و در تکیه «مادر شاهزاده» یا تکیه شیخ محمدتقی رازی تخته فولاد که در بخش جنوب غربی تخت فولاد و شمال تکیه خوانساری قرار دارد، به‌سر می‌برد و آنجا را گوشه ای برای زهد، عبادت و ریاضت برگزیده بود. بابا رستم در یکی از صحن های امامزاده شاه‌رضا واقع در شهرضا مدفون است.

## سلسله شاگردان
بسیاری از عرفا و سالکان مستقیم یا غیرمستقیم شاگرد بابا رستم بودند. محمدصادق تخته فولادی، مستقیماً شاگرد بابا رستم بختیاری بود و از سویی حسنعلی نخودکی اصفهانی، شاگرد وی بود.